# 휴 게이츠컬
휴 토드 네일러 게이츠컬(영어: Hugh Todd Naylor Gaitskell, 1906년 4월 9일~1963년 1월 18일)은 영국의 정치인이다. 애틀리 내각에서 재무장관을 비롯해 여러 공직을 맡았으며, 1955년 경선에서 애뉴어린 베번과 허버트 모리슨을 꺾고 노동당 대표로 선출됐다. 1959년 총선에서 노동당이 졌음에도 유임됐으며, 이후 여론조사에서 노동당 지지율을 크게 올려 차기 총리직 물망에 올랐다. 그러나 갑작스럽게 사망하면서 당 대표와 뒷날 총리직은 해럴드 윌슨에게 넘어갔다.

## 역대 선거 결과
| 선거명      | 직책명                        | 대수 | 정당   | 득표율 | 득표수   | 결과 | 당락                      |
| ----------- | ----------------------------- | ---- | ------ | ------ | -------- | ---- | ------------------------- |
| 1935년 선거 | 하원의원 (채텀 선거구)        | 37대 | 노동당 | 40.94% | 13,315표 | 2위  | 낙선                      |
| 1945년 선거 | 하원의원 (리즈 사우스 선거구) | 38대 | 노동당 | 61.03% | 17,899표 | 1위  | 리즈 사우스 하원의원 당선 |
| 1950년 선거 | 하원의원 (리즈 사우스 선거구) | 39대 | 노동당 | 61.11% | 29,795표 | 1위  | 리즈 사우스 하원의원 당선 |
| 1951년 선거 | 하원의원 (리즈 사우스 선거구) | 40대 | 노동당 | 65.06% | 30,712표 | 1위  | 리즈 사우스 하원의원 당선 |
| 1955년 선거 | 하원의원 (리즈 사우스 선거구) | 41대 | 노동당 | 65.15% | 25,833표 | 1위  | 리즈 사우스 하원의원 당선 |
| 1959년 선거 | 하원의원 (리즈 사우스 선거구) | 42대 | 노동당 | 58.56% | 24,442표 | 1위  | 리즈 사우스 하원의원 당선 |